# Kralj Saudijske Arabije
Kralj Saudijske Arabije je apsolutni monarh u Saudijskoj Arabiji i glava dinastije Saud. Poznat je pod titulom "čuvar dvije svete džamije" (arap. خادم الحرمين الشريفين).
Pored toga što je šef države on je i šef vlade, vrši funkciju premijera. Postavlja i razrješava članove Savjeta ministara, a nasljednik prijestolja je zamjenik premijera.
Kralj je nositelj cjelokupne vlasti u zemlji. Na predlog Savjeta ministara, ili po osobnoj inicijativi, donosi ukaze. Ukazi mogu imati i snagu zakona. Kralj donosi zakone, ali se zakoni prethodno razmatraju u Konzultativnom savjetu. On se sastoji od 150 članova koje postavlja kralj. Konzultativni savjet donosi samo mišljenje o tom zakonu, a ono nije obavezujuće za kralja. Kralj može i suprotno mišljenju Konzultativnog savjeta potvrđivati i proglašavati zakone.
Kralj je i vrhovni sudac u zemlji i ima pravo pomilovanja osuđenih. Sudovi sude na osnovu šerijata.